# The Great Lillian Hall
The Great Lillian Hall es una película para televisión estadounidense dirigida por Michael Cristofer y escrita por Elisabeth Seldes-Annacone.
La película está protagonizada por Jessica Lange, Kathy Bates, Lily Rabe, Jesse Williams y Pierce Brosnan y se estrenó en HBO el 31 de mayo de 2024. La película está ligeramente inspirada en la actriz de teatro estadounidense Marian Seldes, tía de la guionista Elisabeth Seldes Annacone.

## Reparto
- Jessica Lange como Lillian Hall
- Kathy Bates como Edith Wilson
- Lily Rabe como Margaret Tanner
- Jesse Williams como David
- Pierce Brosnan como Ty Maynard

## Producción
La película se anunció originalmente en 2021 con el título Places, Please con Meryl Streep en el papel principal. El rodaje se llevaría a cabo en la ciudad de Nueva York. La producción terminó comenzando en mayo de 2023 en Georgia con un elenco encabezado por Jessica Lange, Kathy Bates y Lily Rabe y concluyó a finales de junio de 2023. Es una producción de Crazy Legs Features.
En mayo de 2024 se anunció que la película, ahora llamada The Great Lillian Hall, se emitiría en HBO. Además del elenco principal, también se incluyeron a Jesse Williams y Pierce Brosnan.